# 《消失的爱人》获奖名单
《消失的爱人》是大卫·芬奇执导、吉莉安·弗琳将自家同名小说改编成剧本的2014年心理驚悚片，制片人包括莱斯利·迪克逊、布鲁纳·帕潘德里亚、艾農·米爾臣、麗絲·韋花絲潘、切安·查芬、乔舒亚·多南。故事发生在美国密苏里州，本·阿弗莱克扮演的作家尼克因妻子艾米（裴淳华饰）神秘失踪沦为主要嫌犯。其他演员包括尼爾·柏德烈·夏里斯和泰勒·派瑞，特倫特·雷澤諾与阿提克斯·羅斯谱写电影配乐。
影片2014年9月26日在紐約影展首映，二十世纪福克斯安排电影10月3日开始在美国与加拿大三千多家电影院全面上映，最后以6100万拍摄成本取得超过3.69亿美元票房，创下芬奇导演电影票房纪录。评论汇总网站爛番茄共收集364篇评论，认可度达八成七。
《消失的爱人》获众多荣誉肯定，导演、编剧、配乐、裴淳华的演技尤得赞誉。裴淳华获第87屆奧斯卡金像獎最佳女主角、和第72屆金球獎最佳电影女主角（正剧类）提名，第68届英国电影学院奖和第21届美国演员工会奖最佳女主角提名，拿下帝國獎最佳女主角和棕榈泉国际电影节突破演出奖。弗琳获金球奖、英国电影学院奖、美国编剧工会奖提名，原创配乐提名。國家評論協會将本片选入年度十大佳片。

## 荣誉
| 机构                       | 颁奖日期       | 奖项                     | 提名人                                          | 结果 | 参考          |
| -------------------------- | -------------- | ------------------------ | ----------------------------------------------- | ---- | ------------- |
| 澳大利亚影视艺术学院国际奖 | 2015年1月31日  | 最佳女主角               | 裴淳华                                          | 提名 | [ 6 ]         |
| 奥斯卡金像奖               | 2015年2月22日  | 最佳女主角               | 裴淳华                                          | 提名 | [ 7 ]         |
| 非裔美国人影评人协会       | 2015年2月4日   | 最佳男配角               | 泰勒·派瑞（与出演《爆裂鼓手》的J·K·西蒙斯并列） | 獲獎 | [ 8 ]         |
| 女性电影记者联盟           | 2015年1月12日  | 最佳女主角               | 裴淳华                                          | 提名 | [ 9 ]         |
| 女性电影记者联盟           | 2015年1月12日  | 最佳改编剧本             | 吉莉安·弗琳                                     | 獲獎 | [ 9 ]         |
| 女性电影记者联盟           | 2015年1月12日  | 最佳原创配乐             | 特倫特·雷澤諾、阿提克斯·羅斯                    | 提名 | [ 9 ]         |
| 女性电影记者联盟           | 2015年1月12日  | 最佳女作家               | 吉莉安·弗琳                                     | 獲獎 | [ 9 ]         |
| 美国电影剪辑师             | 2015年1月30日  | 最佳剧情片剪辑           | 柯克·巴克斯特                                   | 提名 | [ 10 ]        |
| 藝術指導工會               | 2015年1月31日  | 最佳当代电影艺术指导     | 唐纳德·格雷厄姆·伯特                            | 提名 | [ 11 ]        |
| 奥斯汀影评人协会           | 2014年12月17日 | 最佳女主角               | 裴淳华                                          | 獲獎 | [ 12 ]        |
| 奥斯汀影评人协会           | 2014年12月17日 | 最佳改编剧本             | 吉莉安·弗琳                                     | 獲獎 | [ 12 ]        |
| 英国电影学院奖             | 2015年2月8日   | 最佳改编剧本             | 吉莉安·弗琳                                     | 提名 | [ 13 ]        |
| 英国电影学院奖             | 2015年2月8日   | 最佳女主角               | 裴淳华                                          | 提名 | [ 13 ]        |
| 美国选角协会               | 2015年1月22日  | 大成本剧情片类           | 拉瑞·梅菲尔德、安妮·汉密尔顿                    | 提名 | [ 14 ]        |
| 芝加哥影评人协会           | 2014年12月15日 | 最佳导演                 | 大卫·芬奇                                       | 提名 | [ 15 ]        |
| 芝加哥影评人协会           | 2014年12月15日 | 最佳女主角               | 裴淳华                                          | 提名 | [ 15 ]        |
| 芝加哥影评人协会           | 2014年12月15日 | 最佳改编剧本             | 吉莉安·弗琳                                     | 獲獎 | [ 15 ]        |
| 芝加哥影评人协会           | 2014年12月15日 | 最佳剪辑                 | 柯克·巴克斯特                                   | 提名 | [ 15 ]        |
| 服装设计师工会             | 2015年2月17日  | 最佳现代片服装设计       | 崔茜·萨默维尔                                   | 提名 | [ 16 ]        |
| 评论家选择电影奖           | 2015年1月15日  | 最佳电影                 | 《消失的爱人》                                  | 提名 | [ 17 ]        |
| 评论家选择电影奖           | 2015年1月15日  | 最佳导演                 | 大卫·芬奇                                       | 提名 | [ 17 ]        |
| 评论家选择电影奖           | 2015年1月15日  | 最佳女主角               | 裴淳华                                          | 提名 | [ 17 ]        |
| 评论家选择电影奖           | 2015年1月15日  | 最佳改编剧本             | 吉莉安·弗琳                                     | 獲獎 | [ 17 ]        |
| 评论家选择电影奖           | 2015年1月15日  | 最佳剪辑                 | 柯克·巴克斯特                                   | 提名 | [ 17 ]        |
| 评论家选择电影奖           | 2015年1月15日  | 最佳配乐                 | 特倫特·雷澤諾、阿提克斯·羅斯                    | 提名 | [ 17 ]        |
| 达拉斯—沃斯堡影评人协会    | 2014年12月15日 | 最佳导演                 | 大卫·芬奇                                       | 第四 | [ 18 ]        |
| 达拉斯—沃斯堡影评人协会    | 2014年12月15日 | 最佳女主角               | 裴淳华                                          | 第三 | [ 18 ]        |
| 底特律影评人协会           | 2014年12月15日 | 最佳女主角               | 裴淳华                                          | 獲獎 | [ 19 ]        |
| 都柏林影评人协会           | 2014年12月17日 | 最佳女主角               | 裴淳华                                          | 第六 | [ 20 ]        |
| 帝國獎                     | 2015年3月29日  | 最佳女主角               | 裴淳华                                          | 獲獎 | [ 21 ]        |
| 帝國獎                     | 2015年3月29日  | 最佳女新人               | 凯莉·库恩                                       | 提名 | [ 21 ]        |
| 帝國獎                     | 2015年3月29日  | 最佳惊悚片               | 《消失的爱人》                                  | 提名 | [ 21 ]        |
| 佛罗里达影评人协会         | 2014年12月19日 | 最佳女主角               | 裴淳华                                          | 獲獎 | [ 22 ]        |
| 佛罗里达影评人协会         | 2014年12月19日 | 最佳编剧                 | 吉莉安·弗琳                                     | 獲獎 | [ 22 ]        |
| 佛罗里达影评人协会         | 2014年12月19日 | 最佳配乐                 | 特倫特·雷澤諾、阿提克斯·羅斯                    | 第二 | [ 22 ]        |
| 金球獎                     | 2015年1月11日  | 最佳导演                 | 大卫·芬奇                                       | 提名 | [ 23 ]        |
| 金球獎                     | 2015年1月11日  | 最佳电影女主角（正剧类） | 裴淳华                                          | 提名 | [ 23 ]        |
| 金球獎                     | 2015年1月11日  | 最佳编剧                 | 吉莉安·弗琳                                     | 提名 | [ 23 ]        |
| 金球獎                     | 2015年1月11日  | 最佳配乐                 | 特倫特·雷澤諾、阿提克斯·羅斯                    | 提名 | [ 23 ]        |
| 葛萊美獎                   | 2015年2月8日   | 最佳视觉媒体配乐         | 特倫特·雷澤諾、阿提克斯·羅斯                    | 提名 | [ 24 ]        |
| 金酸莓獎                   | 2015年2月21日  | 最佳贖莓獎               | 本·阿弗莱克                                     | 獲獎 | [ 25 ]        |
| 好萊塢電影獎               | 2014年11月14日 | 最佳影片                 | 《消失的爱人》                                  | 獲獎 | [ 26 ]        |
| 好萊塢電影獎               | 2014年11月14日 | 编剧奖                   | 吉莉安·弗琳                                     | 獲獎 | [ 26 ]        |
| 好萊塢電影獎               | 2014年11月14日 | 最佳音效                 | 伦·克斯                                         | 獲獎 | [ 26 ]        |
| 伦敦影评人协会             | 2015年1月18日  | 年度英国女演员           | 裴淳华                                          | 獲獎 | [ 27 ] [ 28 ] |
| 电影音效剪辑师             | 2015年2月15日  | 长片音乐剪辑             | 伦·克斯、乔纳森·史蒂文斯                        | 提名 | [ 29 ]        |
| MTV影視大獎                | 2015年4月12日  | 年度佳片                 | 《消失的爱人》                                  | 提名 | [ 30 ]        |
| MTV影視大獎                | 2015年4月12日  | 突破演出                 | 裴淳华                                          | 提名 | [ 30 ]        |
| MTV影視大獎                | 2015年4月12日  | 最吓出屎的演出           | 裴淳华                                          | 提名 | [ 30 ]        |
| MTV影視大獎                | 2015年4月12日  | 最佳反派                 | 裴淳华                                          | 提名 | [ 30 ]        |
| 國家評論協會               | 2014年12月2日  | 年度十大佳片             | 《消失的爱人》                                  | 獲獎 | [ 31 ]        |
| 在线影评人协会             | 2014年12月15日 | 最佳女主角               | 裴淳华                                          | 獲獎 | [ 32 ] [ 33 ] |
| 在线影评人协会             | 2014年12月15日 | 最佳改编剧本             | 吉莉安·弗琳                                     | 獲獎 | [ 32 ] [ 33 ] |
| 在线影评人协会             | 2014年12月15日 | 最佳剪辑                 | 柯克·巴克斯特                                   | 提名 | [ 32 ] [ 33 ] |
| 棕榈泉国际电影节           | 2015年1月3日   | 突破演出奖               | 裴淳华                                          | 獲獎 | [ 34 ]        |
| 美國製片人協會             | 2015年1月24日  | 最佳院线电影             | 切安·查芬                                       | 提名 | [ 35 ]        |
| 聖地牙哥影評人協會         | 2014年12月15日 | 最佳影片                 | 《消失的爱人》                                  | 提名 | [ 36 ] [ 37 ] |
| 聖地牙哥影評人協會         | 2014年12月15日 | 最佳导演                 | 大卫·芬奇                                       | 提名 | [ 36 ] [ 37 ] |
| 聖地牙哥影評人協會         | 2014年12月15日 | 最佳女主角               | 裴淳华                                          | 提名 | [ 36 ] [ 37 ] |
| 聖地牙哥影評人協會         | 2014年12月15日 | 最佳女配角               | 凯莉·库恩                                       | 提名 | [ 36 ] [ 37 ] |
| 聖地牙哥影評人協會         | 2014年12月15日 | 最佳改编剧本             | 吉莉安·弗琳                                     | 獲獎 | [ 36 ] [ 37 ] |
| 聖地牙哥影評人協會         | 2014年12月15日 | 最佳摄影                 | 杰夫·克隆威斯                                   | 提名 | [ 36 ] [ 37 ] |
| 聖地牙哥影評人協會         | 2014年12月15日 | 最佳剪辑                 | 柯克·巴克斯特                                   | 提名 | [ 36 ] [ 37 ] |
| 聖地牙哥影評人協會         | 2014年12月15日 | 最佳配乐                 | 特倫特·雷澤諾、阿提克斯·羅斯                    | 提名 | [ 36 ] [ 37 ] |
| 旧金山影评人协会           | 2014年12月14日 | 最佳改编剧本             | 吉莉安·弗琳                                     | 提名 | [ 38 ]        |
| 圣芭芭拉国际电影节         | 2015年2月1日   | 杰出奖                   | 裴淳华                                          | 獲獎 | [ 39 ]        |
| 卫星奖                     | 2015年1月15日  | 最佳影片                 | 《消失的爱人》                                  | 提名 | [ 40 ] [ 41 ] |
| 卫星奖                     | 2015年1月15日  | 最佳导演                 | 大卫·芬奇                                       | 提名 | [ 40 ] [ 41 ] |
| 卫星奖                     | 2015年1月15日  | 最佳女主角               | 裴淳华                                          | 提名 | [ 40 ] [ 41 ] |
| 卫星奖                     | 2015年1月15日  | 最佳改编剧本             | 吉莉安·弗琳                                     | 提名 | [ 40 ] [ 41 ] |
| 卫星奖                     | 2015年1月15日  | 最佳摄影                 | 杰夫·克隆威斯                                   | 提名 | [ 40 ] [ 41 ] |
| 卫星奖                     | 2015年1月15日  | 最佳原创配乐             | 特倫特·雷澤諾、阿提克斯·羅斯                    | 提名 | [ 40 ] [ 41 ] |
| 卫星奖                     | 2015年1月15日  | 最佳音效                 | 伦·克斯、斯蒂夫·坎塔梅萨                        | 提名 | [ 40 ] [ 41 ] |
| 土星獎                     | 2015年6月25日  | 最佳惊悚片               | 《消失的爱人》                                  | 獲獎 | [ 42 ]        |
| 土星獎                     | 2015年6月25日  | 最佳女主角               | 裴淳华                                          | 獲獎 | [ 42 ]        |
| 美國演員工會獎             | 2015年1月25日  | 最佳女主角               | 裴淳华                                          | 提名 | [ 43 ]        |
| 圣路易斯影评人协会         | 2014年12月15日 | 最佳影片                 | 《消失的爱人》                                  | 提名 | [ 44 ] [ 45 ] |
| 圣路易斯影评人协会         | 2014年12月15日 | 最佳导演                 | 大卫·芬奇                                       | 提名 | [ 44 ] [ 45 ] |
| 圣路易斯影评人协会         | 2014年12月15日 | 最佳女主角               | 裴淳华                                          | 獲獎 | [ 44 ] [ 45 ] |
| 圣路易斯影评人协会         | 2014年12月15日 | 最佳女配角               | 凯莉·库恩                                       | 提名 | [ 44 ] [ 45 ] |
| 圣路易斯影评人协会         | 2014年12月15日 | 最佳改编剧本             | 吉莉安·弗琳                                     | 獲獎 | [ 44 ] [ 45 ] |
| 圣路易斯影评人协会         | 2014年12月15日 | 最佳艺术指导             | 道恩·斯维德斯基                                 | 提名 | [ 44 ] [ 45 ] |
| 圣路易斯影评人协会         | 2014年12月15日 | 最佳摄影                 | 杰夫·克隆威斯                                   | 提名 | [ 44 ] [ 45 ] |
| 圣路易斯影评人协会         | 2014年12月15日 | 最佳配乐                 | 特倫特·雷澤諾、阿提克斯·羅斯                    | 提名 | [ 44 ] [ 45 ] |
| 南加州大学                 | 2015年1月31日  | 最佳改编剧本             | 吉莉安·弗琳                                     | 提名 | [ 46 ]        |
| 华盛顿特区影评人协会       | 2014年12月8日  | 最佳影片                 | 《消失的爱人》                                  | 提名 | [ 47 ]        |
| 华盛顿特区影评人协会       | 2014年12月8日  | 最佳导演                 | 大卫·芬奇                                       | 提名 | [ 47 ]        |
| 华盛顿特区影评人协会       | 2014年12月8日  | 最佳女主角               | 裴淳华                                          | 提名 | [ 47 ]        |
| 华盛顿特区影评人协会       | 2014年12月8日  | 最佳改编剧本             | 吉莉安·弗琳                                     | 獲獎 | [ 47 ]        |
| 华盛顿特区影评人协会       | 2014年12月8日  | 最佳剪辑                 | 柯克·巴克斯特                                   | 提名 | [ 47 ]        |
| 华盛顿特区影评人协会       | 2014年12月8日  | 最佳原创配乐             | 特倫特·雷澤諾、阿提克斯·羅斯                    | 提名 | [ 47 ]        |
| 美国编剧工会奖             | 2015年2月14日  | 最佳改编剧本             | 吉莉安·弗琳                                     | 提名 | [ 48 ]        |